# Дата валютирования
Дата валютирования — дата исполнения условий сделки (то есть дата физической поставки денежных средств согласно её условиям).
Для безналичных конверсионных операций дата валютирования означает календарное число, в которое произведён реальный обмен денежных средств в виде получения купленной валюты и поставки проданной валюты контрагенту сделки. Для кредитно-депозитных операций датой валютирования будет являться дата предоставления кредита, то есть дата поступления средств на счёт заёмщика. А датой окончания депозита (maturity date) служит дата возврата основной суммы по депозиту и процентов по нему на счёт кредитора.
Датами валютирования и датами окончания контракта являются только рабочие дни, исключая выходные и праздничные дни для данной валюты.